# وله له چاتل
وله له چاتل (به فرانسوی: Velle-le-Châtel) یک کمون در فرانسه است که در Canton of Scey-sur-Saône-et-Saint-Albin واقع شده‌است.

## خصوصیات
وله له چاتل ۳٫۰۰ کیلومترمربع مساحت و ۱۴۴ نفر جمعیت دارد.